# Őcsény
Őcsény je vas na Madžarskem, ki upravno spada pod podregijo Szekszárdi Županije Tolna.